# Sen noci svatojánské (Britten)
Sen noci svatojánské (originální název A Midsummer Night's Dream) Op. 64, je opera Benjamina Brittena o třech dějstvích a čtyřech obrazech. Libreto na námět stejnojmenné divadelní hry Williama Shakespeara napsal skladatel a Peter Pears. Opera byla poprvé uvedena dne 11. červen 1960
na hudebním festivalu v Aldenburghu.

## Osoby a jejich obsazení při premiéře
| Role                                                         | hlasový obor       | obsazení při premiéře, 11. června 1960 (Dirigent: Benjamin Britten režisér: John Cranko) |
| ------------------------------------------------------------ | ------------------ | ---------------------------------------------------------------------------------------- |
| Oberon, král elfů                                            | kontratenor        | Alfred Deller                                                                            |
| Tytania, královna víl                                        | koloraturní soprán | Jennifer Vyvyan                                                                          |
| Puck (Puk neboli Vtipálek Robin)                             | mluvená role       | Leonide Massine II                                                                       |
| Cobweb (Pavučinka)                                           | chlapecký soprán   | Kevin Platts                                                                             |
| Mustardseed (Hořčička)                                       | chlapecký soprán   | Robert McCutcheon                                                                        |
| Moth (Prášek)                                                | chlapecký soprán   | Barry Ferguson                                                                           |
| Peaseblossom (Hrášek)                                        | chlapecký soprán   | Michael Bauer                                                                            |
| Lysander, zprvu zamilovaný do Heleny, zamiluje se do Hermie  | tenor              | George Maran                                                                             |
| Demetrius, zprvu zamilovaný do Hermie, zamiluje se do Heleny | baryton            | Thomas Hemsley                                                                           |
| Hermia, zamilovaná do Lysandera                              | mezzosoprán        | Marjorie Thomas                                                                          |
| Helena, zamilovaná do Demetria                               | soprán             | April Cantelo                                                                            |
| Theseus, vládce starořeckých Athén                           | bas                | Forbes Robinson                                                                          |
| Hippolyta, královna Amazonek, manželka Théseova              | kontraalt          | Johanna Peters                                                                           |
| Bottom (Mikuláš Klubko), tkadlec                             | basbaryton         | Owen Brannigan                                                                           |
| Quince (Petr Poříz), tesař                                   | bas                | Norman Lumsden                                                                           |
| Flute (František Píšťala), měchař                            | tenor              | Peter Pears                                                                              |
| Snug (Fortel), truhlář                                       | bas                | David Kelly                                                                              |
| Snout (Tomáš Hubička), dráteník                              | tenor              | Edward Byles                                                                             |
| Starveling (Robin Střízlík), krejčí                          | baryton            | Joseph Ward                                                                              |

## Stručný obsah opery

### První jednání
V kouzelném lese u Athén se setkávají královna víl Titania a král elfů Oberon. Oberon požaduje po Titanii navrácení svého pážete, které Titania odmítá. Oberon proto posílá svého služebníka Puka, aby královnu očaroval tak, aby se zamilovala do prvního člověka nebo zvířete, které spatří po probuzení. Do kouzelného lesa přichází také Lysander s Hermií, kteří uprchli před rozhodnutím Hermiina otce, který jejich sňatku nepřeje a chce, aby si vzala Demeteria. Spoučasně přicházejí do kouzelného lesa také Demeterius a Helena. Oberon vyslechne rozhovory milenců a nařídí Pukovi, aby je také očaroval .
Do lesa ve stejnou noc dorazí i skupina ochotnických herců, kteří zde chtějí nazkoušet drama Pyramus a Thisbe, které by chtěli předvést na svatbě Thísea a Hippolyty.
Puk začaruje Klubka do osla a prostřednictvím kouzla se do něj zamiluje Titania. Ostatní herci se v hrůze rozeběhnou po lese. Díky Pukově omylu se zamiluje Lisander do Hermie a Demeterius do Heleny. Všechny osoby nakonec v kouzelném lese usnou.

### Třetí jednání
Oberon probouzí Titanii, která má pocit, že měla velmi nepříjemný sen. Puk mezitím dal Klubkovi zpět lidskou podobu, Klubko se konečně znovu setkává se svými kumpány.

#### Proměna (čtvrtý obraz)
Probíhá trojnásobná svatba: Theseus si bere za manželku Hippolitu, Lisander Hermii a Demeterius Helenu. Na slavnosti divadelní soubor řemeslníků předvádí svou hru Pyramus a Thisbe a společnost se skvěle baví jejich nešikovností. Po závěrečném tanci odcházejí Titania a Oberon s elfy a vílami zpět do kouzelného lesa.

## Inscenační historie
Opera byla poprvé uvedena dne 11. červen 1960
na hudebním festivalu v Aldenburghu v sále pro 300 diváků. Dirigoval ji sám skladatel a režii měl John Cranko.
V roce 1991 operu nastudoval režisér Robert Carsen pro Operní festival v Aix-en-Provence. Scénu a kostýmy navrhl Michael Levine. Tato produkce byla v roce 2015 obnovena v ko-produkci s divadlem Opéra de Lyon a po festivalovém představení uvedena na různých scénách na celém světě (Lyon, Londýn, Filadelfie, Peking ...)